# Universidade Nacional de Rosário

A Universidade Nacional de Rosário (UNR) é uma universidade federal localizada na Argentina, com sede na cidade de Rosário, província de Santa Fé.